# Capture
Capture — австралийская металкор-группа, ранее известная под названием Capture The Crown, появившаяся в начале 2010 года после распада группы Atlanta Takes State. Группа получила свою известность благодаря выпуску клипа на песню «You Call That a Knife? This Is a Knife!». Группа подписала контракт с лейблом Sumerian Records в декабре 2012 года, однако в октябре 2013 контракт был расторгнут. С момента основания группа под первым названием выпустила два студийных альбома — 'Til Death (18 декабря 2012) и Reign of Terror (5 августа 2014), а также один мини-альбом «Live Life», который вышел 4 февраля 2014 года. Позже, в 2014 году, группа подписала контракт с лейблом Artery Recordings. В 2017 году группа сменила название на «Capture». В 2019 году выпускает долгожданный третий студийный альбом Lost Control, записанный ещё в 2016 году, но не выпущенный вовремя из-за проблем с лейблом и смен состава.

## История

### Начало, альбом «'Til Death» (2010—2012)
Сформированная в начале 2010 гитаристом (позднее басистом) Блэйком Эллисом, гитаристом Джеем Мензисом и вокалистом Джеффри Уэллфэйром группа, завоевала популярность благодаря их каналу на YouTube и релизу «You Call That A Knife? This Is A Knife!», который за год набрал более пяти миллионов просмотров. Все трое: Велфэйр, Мензис, и Эллис были ранее в другой группе Atlanta Takes State. В то время как их музыка быстро набрала обороты популярности, их также критиковали за подражание другим группам в таком же стиле, таким как Asking Alexandria. Их барабанщик Тайлер Марч (известен под псевдонимом «Lone America» и как барабанщик A Late Night Serenade) единственный участник группы не из Австралии, а родом из Карлайла, Пенсильвания, США. Остальные участники познакомились с ним в интернете и попросили присоединиться. Крис Шихан присоединился в 2011 году, играв в Curse At 27 с Уэллфэйером.
Четыре месяца спустя, 11 марта 2012, группа выпустила свой второй сингл «#OIMATEWTF», который включает гостевой вокал Дениса Шафоростова, бывшего вокалиста  из группы Asking Alexandria, в то время Денис был в группе Make Me Famous. Видео набрало почти 500.000 просмотров за 6 месяцев. Через месяц группа выпустила кавер на песню Jason Derulo — «In My Head», затем свой, уже четвёртый по счету сингл «Ladies & Gentlemen… I Give You Hell!» и клип на него.
20 августа 2012 группа сообщила о том, что отправляется в тур с группами Woe Is Me, Chunk! No, Captain Chunk!, Our Last Night, Secrets и The Seeking. 19 ноября того же года группа анонсировала, что отправится в тур вместе с Of Mice & Men в качестве хэдлайнера.
24 ноября 2012 группа сообщила, что дебютный альбом «'Til Death» выйдет 18 декабря. Вместе с датой выхода альбома была показана обложка и список композиций. 3 декабря 2012 года группа подписала контракт с лейблом Sumerian Records, который занялся выпуском их альбома. Вместе с анонсом появился клип на песню «Ladies & Gentlemen… I Give You Hell!».
13 декабря через трансляцию на YouTube группа показала сингл «RVG» из грядущего альбома.
18 декабря 2012 года состоялся релиз дебютного альбома «'Til Death», его продюсированием занимался Джо Стёрджис. Альбом появился в трёх чартах Billboard — Top Hard Rock (No. 21), Top Heatseekers (No. 7) и Top Independent Albums (No. 25).

### Мини-альбом «Live Life» и уход с лейбла Sumerian (2013—2014)
11 марта 2013 года группа сообщила, что отправится в тур вместе с Crown The Empire и другими группами. 3 апреля 2013 группа была включена в список Vans Warped Tour.
4 апреля 2013 группа сообщила, что отправится в тур All Stars Tour с такими группами как Every Time I Die, Chelsea Grin, Veil of Maya, Terror, Stray From the Path, Iwrestledabearonce, For All Those Sleeping и DayShell. 20 мая группа анонсировала новый сингл «Rebearth» из грядущего EP, в записи композиции принял участие Тайлер Смит из The Word Alive. Сингл вышел 21 мая.
17 июля группа объявила о том, что собирается отправить в тур «All Hype All Night», который стартовал 31 августа и в нём принимали участие группы Secrets, Ice Nine Kills, My Ticket Home и City in the Sea. 29 августа 2013 группа была включена в тур «Scream It Like You Mean It». В тот же день группа выпустила лирик-видео на песню «All Hype All Night».
30 октября 2013 года группа расторгла контракт с лейблом Sumerian Records.
9 ноября группа объявила об отмене тура по Великобритании, однако при этом было сообщено, что группа начала работу над новым альбомом и войдёт в студию в начале января. 3 декабря 2013 группа открыла крауд-фандинговую кампанию для продвижения EP «Live Life». На следующий день группа представила демоверсию песни «Live Life» из грядущего EP. 14 декабря 2013 Capture The Crown были объявлены в качестве разогрева в туре «The New Kings» группы Attila, тур продлился с конца января по февраль, также участвовали группы I See Stars, Ice Nine Kills и Myka, Relocate.
22 декабря 2013 года Блэйк Эллис на своей странице Facebook опубликовал следующее сообщение:

«С грустью сообщаю, что в связи с последними событиями я больше не играю на басу в Capture The Crown, в группе, которую я основал и был в ней с самого начала»— Блэйк Эллис
Спустя два дня группа через аккаунт в сети Twitter сообщила, что Гас Фариас из группы Volumes запишет гостевой вокал на одну из композиций из грядущего EP.
5 января 2014 года Мэтт Гуд из группы From First to Las сообщил, что будет заниматься продюсированием нового альбома Capture The Crown вместе с Тэйлором Ларсоном в Вашингтоне. На следующий день группа сообщила, что крауд-фандинговая кампания по сбору средств на продвижение EP «Live Life» прошла успешно и группа отправляется в студию для записи нового альбома.

### Альбом «Reign of Terror», нестабильность состава (2014—2015)
После расторжения контракта с лейблом Sumerian Records, группа подписала контракт с Artery Recordings 9 апреля 2014 года:

«Capture The Crown с гордостью сообщают, что теперь являются частью семьи Artery Recordings. Мы в восторге от того, что теперь работаем с этим лейблом, а также со многими другими музыкантами. В настоящее время мы работаем над вторым альбомом, который будет выпущен в ближайшее время. Мы ждём не дождёмся, когда покажем Вам, на что действительно способны Capture The Crown!»— Capture The Crown
2 июня 2014 группа сообщила, что новый альбом «Reign of Terror» выйдет 5 августа 2014 года. 9 июня 2014 вышел первый сингл «To Whom It May Concern» из грядущего альбома. После этого группа представила ещё несколько песен — «I Hate You» (1 июля 2014) и «Make War, Not Love» при участии Алекса Кёлера из Chelsea Grin (24 июля 2014). «Reign of Terror» вышел 5 августа 2014 года из занял 86 позицию в чарте Billboard 200 по США.
В октябре 2014 гитарист Джей Мэнзис сообщил о своём уходе из группы, ссылаясь на чёрную полосу в своей жизни. Позже стало известно, что гитарист Крис Шихан и барабанщик Тайлер Марч также покидают состав группы.
26 октября стало известно, что новым гитаристом стал американец Митч Роджерс. Группа также сообщила, что работает над новым материалом, однако точно неизвестно, будет ли это полноформатный альбом или мини-альбом (EP), хотя в 2014 году одновременно были выпущены и альбом, и EP.
В 2015 году барабанщик Джо Абихэйр заменил Райана Серитти, начиная с первого австралийского тура группы.

### Смена названия и «Lost Control» (2016—настоящее время)
30 июля 2016 года вышел сингл «The Lake».
14 марта 2017 все посты в профилях Facebook и Instagram были очищены и заменены на одну чёрную картинку с надписью «RIP CTC 2010—2017». Это свидетельствовало об открытии новой страницы в истории группы под названием «Capture».
17 марта Capture выпустили сингл «Lost Control», а 21 апреля клип на сингл «Dingbats». Вместе с этим были объявлены новые участники в лице гитариста Алекса Мэггарда, барабанщика Мэнни Доминика и басиста Роберта Уэстона . Несмотря на это, группа снова впала в анабиоз вплоть до августа 2018, когда был объявлен совместный MyChildren MyBride's Unbreakable 10th Anniversary Tour с группами MyChildren MyBride, Secrets, Earth Groans и Half Hearted. В конце года группа снова активизировалась в соцсетях, а в начале 2019-го представила нового басиста Эрика Вон Уэтерфорда и неофициально подтвердила уход Алекса Мэггарда.
2 июля 2019 после очередной зачистки своих соцсетей, Capture выложили тизер клипа к новой песне «No Cure», релиз которых состоялся 12 июля.
16 августа 2019 выходит третий студийный альбом «Lost Control».

## Участники
| Нынешний состав - Джеффри Уэллфэйр — вокал (2010—настоящее время) - Мэнни Доминик — ударные (2017—настоящее время) - Эрик Вон Уэтерфорд III — бас-гитара (2019—настоящее время) |

Бывшие участники
- Блэйк Эллис — ритм-гитара (2010—2013), бас-гитара (2013)
- Джей Мэнзис — соло-гитара (2010—2014)
- Крис Шихан — бас-гитара (2011—2013), ритм-гитара (2013—2014)
- Тайлер «Lone America» Марч — ударные (2011—2014)
- Райан Серитти — ударные (2014—2015)
- Кайл Девани — соло-гитара (2014—2015)
- Джо Абихэйр — ударные (2015—2016)
- Алек Хокси — ударные (2016)
- Митч Роджерс — ритм-гитара (2014—2016), соло-гитара (2015—2016)
- Морис Морфоу — бас-гитара (2014—2016)
- Роберт Уэстон — бас-гитара (2017)
- Алекс Мэггард — гитара, бэк-вокал (2017—2018)

Временная шкала

## Дискография
Альбомы
- ’Til Death (2012)
- Reign of Terror (2014)
- Lost Control (2019)

Мини-альбомы
- Live Life (2014)

### Синглы
- «You Call That a Knife? This Is a Cnife!» (2011, 'Til Death)
- «Ladies & Gentlemen… I Give You Hell» (2012, 'Til Death)
- «#OIMATEWTF» (при участии Дениса Шафоростова) (2012, 'Til Death)
- «In My Head (Jason Derulo Cover)» (2012)
- «RVG» (2012, 'Til Death)
- «Rebearth» (при участии Тайлера Смита из The Word Alive) (2013, Live Life)
- «Live Life» (при участии Гаса Фариаса из Volumes[англ.]) (2014, Live Life)
- «To Whom It May Concern»  (2014, Reign of Terror)
- «I Hate You»  (2014, Reign of Terror)
- «The Lake» (2016, Lost Control)
- «Lost Control» (2017, Lost Control)
- «Dingbats» (2017, Lost Control)
- «No Cure» (2019, Lost Control)

## Видеография
- «You Call That a Knife? This Is a Knife!» (2011, 'Til Death)
- «Ladies & Gentlemen… I Give You Hell» (2012, 'Til Death)
- «Bloodsuckers» (2014, Live Life)
- «Rebearth» (2014, Live Life)
- «Firestarter» (2014, Reign of Terror)
- «Dingbats» (2017, Lost Control)
- «No Cure» (2019, Lost Control)